# Hluboké pastviny
Hluboké pastviny (anglicky „The Deep Range“) je sci-fi povídka britského spisovatele Arthura C. Clarka z roku 1954.
V angličtině vyšla mj. ve sbírce The Collected Stories of Arthur C. Clarke.
Tématem povídky je chov velryb pro maso v podmořských hospodářstvích poté, co svět prošel potravinovou krizí. V prologu spisovatel uznává, že k datu vydání sbírky (1990) a i do budoucna je taková myšlenka stěží realizovatelná.

## Historie povídky
Arthur C. Clarke napsal povídku Hluboké pastviny v roce 1954, dlouho před zvýšeným zájmem o využívání oceánských zdrojů. O rok později jel k Velkému bariérovému útesu u pobřeží Queenslandu a dostal nápad rozšířit povídku do románu. Román se jmenuje stejně jako povídka Hluboké pastviny  (The Deep Range, vyšel v roce 1957) a autor jej dokončil poté, co se usadil na Cejlonu (dnešní Srí Lanka).

## Příběh
Don Burley se plaví ve své ponorce č. 5 k hejnu velryb, které má za úkol chránit před útočníky. Posádka helikoptéry totiž zahlédla 700 km od pobřeží Grónska zraněnou velrybu. Z mateřské lodi Herman Melville přicházejí instrukce o kursu a dotaz, zda bude chtít Burley asistenci „psů“ - sviňuch, inteligentních mořských savců doprovázejících hlídkové ponorky při patrolách kolem velrybích stád. Sviňuchy se velmi rychle naučily rozpoznávat pokyny a bezchybně spolupracují při útoku na vetřelce, jimiž jsou většinou žraloci. Burley odvětí, že si případně vyžádá jejich pomoc až na místě. Nechce je vystavit zbytečnému nebezpečí, má své podmořské společníky Benj a Susan rád.
Ponorka č. 5 míří udaným kursem a Don pomocí sonaru propátrává okolí. Díky své dlouhé praxi dokáže rychle rozpoznat význam zelenomodrých objektů na sonarové obrazovce. Má před sebou hejno ryb, poznamená si jeho polohu. Toto hejno není jeho cílem, on pátrá po větší kořisti. Přemýšlí, jak dravec proklouzl dovnitř. Chovné farmy chrání sice slabá elektrická pole, ale žraloci se také učí. Někdy je elektrický proud neodradí, jindy se dostanou dovnitř společně s velrybami a způsobí spoušť dříve, než jsou odhaleni.
Z mateřské lodi přijde zpráva:
HELI HLÁSÍ HEJNO 50-100 VELRYB SMĚR 95 STUPŇU
OD BODU X186475 Y438034 STOP. PLUJÍ VELKOU
RYCHLOSTÍ. STOP. MELVILLE. KONEC.
Téměř ve shodný okamžik zachytí Don na sonaru své stádo. Přibližuje se k němu, když vtom se ozvou tři silné údery na pancíř plavidla. To se hlásí sviňuchy Benj a Susan, našly si svého pána. Burley pokračuje ke stádu, zaujmou ho 4 skvrny na jeho okraji. Domnívá se, že by to mohli být útočníci. Když je dostatečně blízko, pozná svou chybu, jsou to velryby s mladými. Vzápětí Benj upozorní Dona na útočícího žraloka a spolu se Susan se vydává zabránit mu v napadení velryb. Obě sviňuchy na žraloka neúnavně dorážejí a odvádějí jeho pozornost, zatímco Burley se chystá k přesně vedenému zásahu.
Vypustí Žihadlo a zatímco ponorku ovládá autopilot, ujme se navigace jehly. Navádí ji neomylně proti tělu žraloka. Útočník je zasažen, otrávená jehla způsobí paralýzu a žralok umírá. Burley ještě zkontroluje velryby, zda neutrpěly zranění a vynoří se na hladinu. Kolem krouží obě sviňuchy a vyžadují si pozornost. Mají radost z úspěšné akce. Burley se jim chvíli věnuje, pak zaklapne poklop a nastaví kurs automatického pilota směrem k lodi. Sviňuchy ponorku klidně následují.
| „                                     | Zaháněl přízraky hladomoru, které děsily minulé věky, ale které už svět nikdy neohrozí, dokud budou planktonové farmy vyrábět své miliony tun proteinů a velrybí stáda budou poslouchat své nové pány. Člověk se po dlouhém věku vyhnanství vrátil do oceánu; dokud oceán nezamrzne, nebude už nikdy mít hlad... | “ |
| — Arthur C. Clarke - Hluboké pastviny | |   |

## Poznámka
- Mateřská loď hlídkových ponorek se jmenuje podle Hermana Melvilleho (1819-1891), amerického spisovatele a básníka.

## Česká vydání
Česky vyšla povídka v následujících sbírkách nebo antologiích:
- Těžká planeta (Mladá fronta 1979, Triton 2002)
- Zkazky z planety Země (Knižní klub 1996 a Baronet 1996, 2011[3])